# Gassenegg

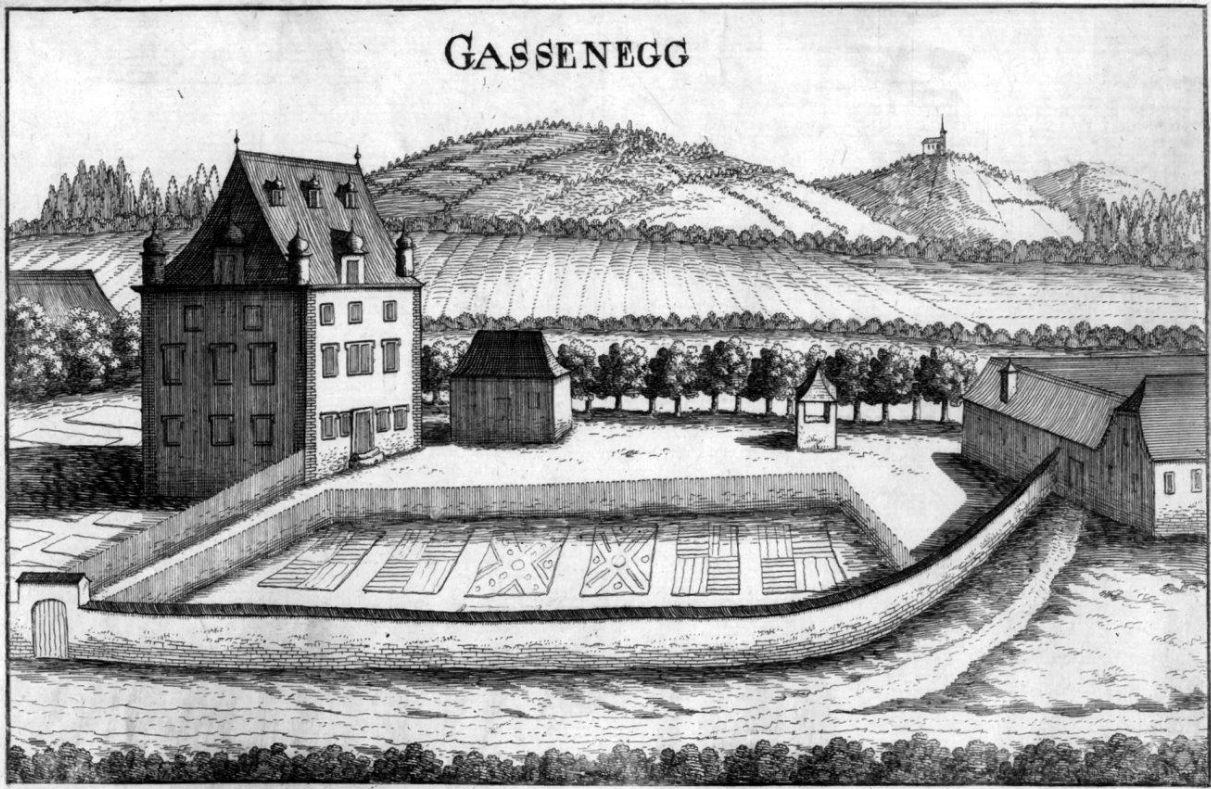
Gassenegg – Kupferstich von Georg Matthäus Vischer, 1672

Der Ansitz Gassenegg ist ein heute nicht mehr erhaltenes Schloss bei St. Peter in der Au in Niederösterreich.
Das Schloss ist als Nachfolger der abgetragenen Burg Wiesenbach zu betrachten, die bis in das späte 14. Jahrhundert historisch fassbar ist und danach verödete. Hans Holzer errichtete ab 1542 südlich des Pfarrerbachs den Sitz, der 1560 von Bernhard von Rohrbach gehalten wurde; im Jahr 1639 wurde hier Tobias von Gartinger genannt und 1651 folgte Reichhard Augustin Kletzel. Eine Darstellung von Vischer aus dem Jahr 1672 zeigt das mit einem Walmdach bedeckte Haupthaus inmitten der Gartenanlage, das von mehreren Nebengebäuden umgeben war, die aber nurmehr schemenhaft ausgefertigt waren. Im 18. Jahrhundert schienen die Familien Eggmüller, Collin, Hauptmannsdorf, Fürstenbusch, Risenfels und Windischgrätz als Besitzer auf; um 1800 wurde der Sitz aufgegeben, südlich des Hofes Untergassen sollen aber noch Mauerreste zu finden sein.